# 7 سيدز
7 سيدز (7SEEDS セブンシーズ (Sebun Shīzu)) هي مانغا يابانية من تأليف يومي تامورا، نُشرت من قبل شوغاكوكان منذ عام 2001 في مجلة Betsucomi، ثم في مجلةFlowers. تقع أحداث السلسلة في مستقبل ما بعد نهاية العالم، بعد فترة طويلة من وصول النيازك إلى الأرض التي تطورت فيها أنواع جديدة من الحياة، حيث يكافح خمس أشخاص للبقاء على قيد الحياة بعد أن تم إنقاذهم من الموت بواسطة حفظ أجسامهم بالتبريد. وفي عام 2007 فازت السلسلة بجائزة شوغاكوكان للمانغا لأفضل مانغا شوجو،، قام استديو جونزو بإنتاج من نتفليكس بإصدار نسخة الأنمي من السلسلة في 28 يونيو 2019.

## وصلات خارجية
- 7 سيدز على موقع ANN manga (الإنجليزية)